# Xerochlora viridipallens
Xerochlora viridipallens là một loài bướm đêm trong họ Geometridae.